# 九州產業大學
九州產業大學（日語：九州産業大学／きゅうしゅうさんぎょうだいがく）是一所位於日本福岡縣福岡市東區的私立大學，創立於1960年。目前擁有21個科系及7個研究所。

## 學部、學科、研究所

### 國際文化部
- 國際文化學科
- 地域文化學科
- 臨床心理學科

### 經濟學部
- 經濟學科

### 商學部
- 商學科
- 觀光產業學科

### 管理學部
- 國際企管學科
- 產業企管學科

### 情報科學部
- 社會情報系統學科
- 智慧情報學科

### 工學部
- 生物機器人學科
- 機械工學科
- 電氣工學科
- 物質生命化學科
- 都市基礎設計工學科
- 建築學科
- 住房・室内装飾設計學科

### 藝術學部
- 美術學科
- 藝術工藝學科
- 設計學科
- 攝影學科

### 研究所
- 國際文化研究科
- 經濟學研究科
- 商學研究科
- 企業管理學研究科
- 情報科學研究科
- 工學研究科
- 藝術研究科

## 外部連結
- 九州產業大學網站